# Xylomelum angustifolium
Xylomelum angustifolium, pera leñosa de las planicies (en inglés "sandplain woody pear", es una especie de árbol en la familia Proteaceae, endémica de Australia Occidental. Un espécimen maduro de  Xylomelum angustifolium crece de 2 a 7 metros sin embargo se han observado árboles de hasta 10 m. Produce flores color crema entre diciembre y febrero aunque la floración puede comenzar tan pronto como septiembre en su rango en el norte.